# Biosfera oculta
Biosfera oculta é uma hipotética biosfera microbiana existente na Terra que utilizaria processos bioquímicos e moleculares diferentes dos organismos vivos conhecidos atualmente. Apesar da vida na Terra ser bem estudada, se uma biosfera oculta existisse, ela poderia se manter desconhecida, pois a exploração do mundo microbiano foca principalmente a bioquímica de macro-organismos. Essa discussão envolve especialistas em filosofia da ciência e astrobiologia.

## A hipótese
Há hipóteses de que a Terra primitiva pode ter dado origem à vida de mais de uma maneira, algumas das quais teriam utilizado variações químicas diferentes das que conhecemos. Alguns cientistas defendem que, mesmo que essa origem alternativa tivesse ocorrido, esses seres vivos alternativos já teriam sido extintos por competição com a vida como conhecemos, ou se fundido na mesma linhagem por mecanismos como a transferência horizontal de genes. Outros cientistas, no entanto, levantam a hipótese de que esses organismos ainda possam existir em nosso planeta.
Um grupo de bioquímicos da Universidade da Flórida argumentam que, se organismos baseados em RNA realmente existiram, eles podem ainda estar vivos hoje, sem serem notados, porque não contém os ribossomos normalmente utilizados para detectar organismos vivos. Eles sugerem que estes organismos hipotéticos poderiam ser encontrados ao buscar por ambientes com baixa quantidade de enxofre, em ambientes espacialmente limitados (como minerais com poros menores do que um micrômetro), e ambientes com grande amplitude térmica entre quente e frio extremos.
Há outros candidatos propostos para uma biosfera oculta. Poderiam ser organismos utilizando outros tipos de aminoácidos em suas proteínas, ou diferentes unidades moleculares (ou seja, diferentes base nitrogenadas ou carboidratos) em seus ácidos nucleicos, ou organismos com quiralidade oposta à nossa. Poderiam ser organismos usando aminoácidos incomuns.
Poderiam ser organismos utilizando arsênio em vez de fósforo. Esses dois elementos são membros do grupo 15 da tabela periódica, portanto possuem algumas propriedades químicas semelhantes.
Poderiam ser organismos com código genético diferente, ou ainda utilizando outra substância química para ser material genético que não sejam cadeias de ácido nucleico. Ou seja, estes organismos armazenariam e transmitiriam informação na forma de outra molécula que não DNA ou RNA.

## Possíveis candidatos
A procura pela biosfera oculta poderia começar em locais inóspitos para a vida como conhecemos. Paul Davies, físico da Arizona State University, sugere a busca em locais como desertos, lagos salgados, áreas com grande pressão, temperatura, e alta incidência de luz ultravioleta.
A busca poderia ocorrer em locais com grande concentração de arsênio (tipicamente tóxico para a vida) e baixa concentração de fósforo (essencial para a vida comum).
Há discussões sobre se o material conhecido como "verniz do deserto" [en] tem sua origem biológica ou não-biológica. Por isso, já sugeriu-se que ele fosse investigado como possível candidato para uma biosfera oculta. O "verniz do deserto" possui composição química distinta das rochas ao seu redor, com maior concentração de ferro e manganês do que o esperado, o que hipoteticamente poderia ser causado por microorganismos. Além disso, não foram encontradas bactérias em comum entre amostras de verniz do deserto coletados em locais diferentes, indicando que não há uma única cepa de bactéria responsável pela sua formação.

## Implicações
Evidência de uma biosfera oculta poderia significar que a vida surgiu na Terra mais de uma vez, o que implica na existência de microorganismos que não possuem relação evolutiva com nenhuma outra forma conhecida de vida. Se essa forma de vida alternativa for descoberta na Terra, isso pode significar que a chance da vida ter surgido também em outros planetas é grande, aumentando as expectativas da existência de vida extraterrestre. Por isso, a biosfera oculta é um tema de pesquisa da astrobiologia.